# CE Naviraiense
CE Naviraiense is een Braziliaanse voetbalclub uit Naviraí in de staat Mato Grosso do Sul. 

## Geschiedenis
De club werd opgericht in 2005, twee jaar na het failliet van SE Naviraiense. In 2009 werd de club staatskampioen, wat hen een ticket voor de Copa do Brasil 2010 opleverde. Hier nam de club het in de eerste ronde tegen het grote Santos van Neymar op. Nadat ze thuis met 0-1 verloren kregen ze in het Vila Belmiro een pak rammel (10-0). In 2017 kon de club net het behoud verzekeren, maar trok zich in december 2017 terug uit de competitie wegens financiële problemen.

## Erelijst
Campeonato Sul-Mato-Grossense
2009